# Hyparrhenia poecilotricha
Hyparrhenia poecilotricha är en gräsart som först beskrevs av Eduard Hackel, och fick sitt nu gällande namn av Otto Stapf. Hyparrhenia poecilotricha ingår i släktet Hyparrhenia och familjen gräs. Inga underarter finns listade i Catalogue of Life.